# 프로토캅토리누스

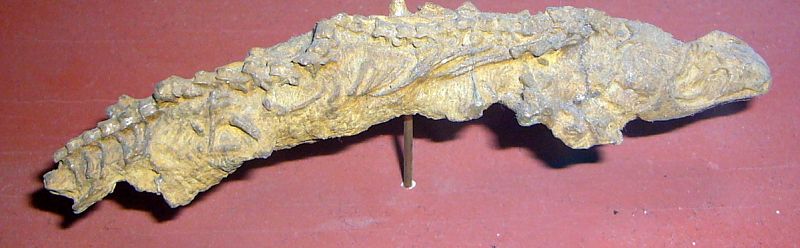

프로토캅토리누스(학명:Protocaptorhinus pricei)는 도마뱀목 까마귀도마뱀과에 속하는 도마뱀이다. 지금은 멸종된 종으로서 전체적인 몸길이가 2~4m인 거대한 도마뱀에 속한다.

## 특징
프로토캅토리누스는 미국 텍사스주에서 알려진 초기 페름기(시우랄기) 캡토리누스과 파충류의 멸종속이다. 그것은 3차원적으로 보존된 부분 두개골인 완모식표본 MCZ 1478에서 잘 알려져 있다. 페트롤리아 층에서 방울뱀 협곡 현장에서 채취한 것이다. 1973년에 클라크와 캐럴에 의해서 처음으로 명명되었으며 모식종은 프로토캡토리누스 프라이시이다. 속명은 그리스어에서 유래한 최초의 캡토리누스(Captorhinus)를 의미하며 속명은 르웰린 이보르 프라이스를 기렸다. 프로토캅토리누스는 길고 잘 발달된 다리들을 가지고 있으며 이는 지상에서 빠른 달리기의 속력을 가능하게 하여 주로 먹이를 사냥할 때에 유용하게 사용됐을 것으로 보인다. 양턱에는 총 20~25개의 날카로운 이빨들이 나 있다. 먹이로는 당대에 서식했던 곤충, 절지동물, 무척추동물을 주로 잡아먹고 살았을 육식성의 도마뱀으로 추정되는 종이다.

## 생존시기와 서식지와 화석의 발견
프로토캅토리누스가 생존했었던 시기는 고생대의 페름기로서 지금으로부터 2억 9000만년전~2억 4500만년전에 생존했었던 종이다. 생존했었던 시기에는 북아메리카를 중심으로 하는 초원과 산림에서 주로 서식했었던 도마뱀이다. 화석의 발견은 1973년에 북아메리카의 페름기에 형성된 지층에서 미국의 고생물학자들에 의하여 처음으로 화석이 발견되어 새롭게 명명된 종이다.

## 같이 보기
- 파충류
- 고생대
- 페름기
- 도마뱀
- 화석